# Benigna Jaskulska

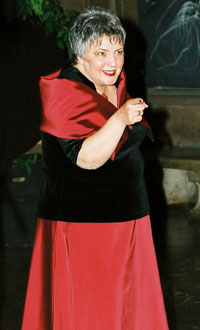
Benigna Jaskulska

Benigna Jaskulska – polska śpiewaczka i pedagog. Absolwentka Wydziału Wokalno-Aktorskiego Akademii Muzycznej im. Ignacego Jana Paderewskiego w Poznaniu oraz Wydziału Filologii polskiej Uniwersytetu im. Adama Mickiewicza. Ukończyła wokalne studia podyplomowe w Hochschule fur Musik und darstellende Kunst w Wiedniu.

## Kariera artystyczna
Koncertowała w Polsce, Europie oraz w Azji, realizując partie sopranowe w wielkich formach wokalno-instrumentalnych, a także prezentując recitale solowe.
Swoją twórczość dedykowali jej m.in. Bronisław Kazimierz Przybylski, Jacek Sykulski, Lech Jankowski. Reprezentowała Polskę podczas festiwali muzycznych m.in. w Wiedniu, Kassel, Innsbrucku, Paryżu i Rennes.
Współpracowała z artystami takimi jak Matthias Eissenberg, Waldemar Malicki, Leszek Możdżer, Teresa i Jerzy Kaszubowie, Stefan Stuligrosz, Helmut Franke, Michael Bruessing.
Dokonała nagrania dla Radia i Telewizji. Z jej udziałem zarejestrowano 9 płyt CD, w tym m.in. Jewels of the Polish Baroque dla amerykańskiej wytwórni Dorian Discovery.

### Kariera pedagogiczna
Jest członkiem Polskiego Stowarzyszenia Pedagogów Śpiewu, pedagogiem i jurorem konkursów wokalnych i chóralnych.
Jej wychowankowie śpiewają na scenach Berlina, Wiednia, Barcelony, Pragi i Warszawy. Sukcesy dydaktyczne odnotowała jako nauczyciel emisji głosu (1988-2012) w Chórze Dziewczęcym Skowronki; kształcony przez nią wokalnie zespół zdobył kilkadziesiąt pierwszych nagród oraz GRAND PRIX na międzynarodowych konkursach wokalnych.
Jest autorką interdyscyplinarnych warsztatów w zakresie emisji i rehabilitacji głosu, które realizowała w kraju i za granicą. Ma na swoim koncie publikacje i wystąpienia medialne poświęcone tej tematyce.
Dydaktycznie związana z Uniwersytetem im. Adama Mickiewicza w Poznaniu oraz Poznańską Ogólnokształcącą Szkołą Muzyczną II st. Wolny czas poświęca na prowadzenie specjalistycznych, autorskich szkoleń i warsztatów indywidualnych dla solistów oraz zbiorowych dla pracowników businessu, mediów, placówek edukacyjnych, dyrygentów chóralnych i ich zespołów.

## Dyskografia
- Jewels of the Polish Baroque – Dorian Discovery, 1994
- Can you hear me – 2000, z Chórem Dziewczęcym Skowronki
- Hodie Christus natus est - 2001, z Chórem Dziewczęcym Skowronki
- Tribute to USA – 2002, z Chórem Akademickim UAM w Poznaniu
- Wokół Poznańskiego Duetu Akordeonowego – 2002, z Teresą i Jerzym Kaszubami
- Winiarskie Koncerty Organowe – 2005, z Matthiasem Eissenbergiem
- Dei ad gloriam – 2006, z Chórem Dziewczęcym Skowronki
- Pause in shadow – 2008, z muzyką Lecha Jankowskiego do filmu Street of Crocodiles
- Muzyka programowa XX wieku – 2008 płyta nagrana w ramach przewodu doktorskiego Teresy Kaszuby